# Grand Prix Abú Zabí 2013
Grand Prix Abú Zabí 2013 (oficiálně 2013 Formula 1 Etihad Airways Abu Dhabi Grand Prix) se jela na okruhu Yas Marina, v emirátu Abú Zabí ve Spojených arabských emirátech dne 3. listopadu 2013. Závod byl sedmnáctým v pořadí v sezóně 2013 šampionátu Formule 1.

## Kvalifikace
| Poř.                       | No. | Jezdec              | Konstruktér          | Časy v kvalifikaci | Časy v kvalifikaci | Časy v kvalifikaci | Pořadí na startu |
| Poř.                       | No. | Jezdec              | Konstruktér          | Q1                 | Q2                 | Q3                 | Pořadí na startu |
| -------------------------- | --- | ------------------- | -------------------- | ------------------ | ------------------ | ------------------ | ---------------- |
| 1                          | 2   | Mark Webber         | Red Bull-Renault     | 1:41.568           | 1:40.575           | 1:39.957           | 1                |
| 2                          | 1   | Sebastian Vettel    | Red Bull-Renault     | 1:41.683           | 1:40.781           | 1:40.075           | 2                |
| 3                          | 9   | Nico Rosberg        | Mercedes             | 1:41.420           | 1:40.473           | 1:40.419           | 3                |
| 4                          | 10  | Lewis Hamilton      | Mercedes             | 1:40.693           | 1:40.477           | 1:40.501           | 4                |
| DSQ                        | 7   | Kimi Räikkönen      | Lotus-Renault        | 1:41.276           | 1:40.971           | 1:40.542           | 22               |
| 6                          | 11  | Nico Hülkenberg     | Sauber-Ferrari       | 1:41.631           | 1:40.931           | 1:40.576           | 5                |
| 7                          | 8   | Romain Grosjean     | Lotus-Renault        | 1:41.447           | 1:40.948           | 1:40.997           | 6                |
| 8                          | 4   | Felipe Massa        | Ferrari              | 1:41.254           | 1:40.989           | 1:41.015           | 7                |
| 9                          | 6   | Sergio Pérez        | McLaren-Mercedes     | 1:41.687           | 1:40.812           | 1:41.068           | 8                |
| 10                         | 19  | Daniel Ricciardo    | Toro Rosso-Ferrari   | 1:41.884           | 1:40.852           | 1:41.111           | 9                |
| 11                         | 3   | Fernando Alonso     | Ferrari              | 1:41.397           | 1:41.093           |                    | 10               |
| 12                         | 14  | Paul di Resta       | Force India-Mercedes | 1:41.676           | 1:41.133           |                    | 11               |
| 13                         | 5   | Jenson Button       | McLaren-Mercedes     | 1:41.817           | 1:41.200           |                    | 12               |
| 14                         | 18  | Jean-Éric Vergne    | Toro Rosso-Ferrari   | 1:41.692           | 1:41.279           |                    | 13               |
| 15                         | 16  | Pastor Maldonado    | Williams-Renault     | 1:41.365           | 1:41.395           |                    | 14               |
| 16                         | 17  | Valtteri Bottas     | Williams-Renault     | 1:41.862           | 1:41.447           |                    | 15               |
| 17                         | 12  | Esteban Gutiérrez   | Sauber-Ferrari       | 1:41.999           |                    |                    | 16               |
| 18                         | 15  | Adrian Sutil        | Force India-Mercedes | 1:42.051           |                    |                    | 17               |
| 19                         | 21  | Giedo van der Garde | Caterham-Renault     | 1:43.252           |                    |                    | 18               |
| 20                         | 22  | Jules Bianchi       | Marussia-Cosworth    | 1:43.398           |                    |                    | 21               |
| 21                         | 20  | Charles Pic         | Caterham-Renault     | 1:43.528           |                    |                    | 19               |
| 22                         | 23  | Max Chilton         | Marussia-Cosworth    | 1:44.198           |                    |                    | 20               |
| 107% času vítěze: 1:47.741 |     |                     |                      |                    |                    |                    |                  |
| Zdroj:                     |     |                     |                      |                    |                    |                    |                  |

Poznámky
1. ↑  Kimi Räikkönen byl z kvalifikace diskvalifikován, protože jeho auto neprošlo testem.
2. ↑  Jules Bianchi obdržel trest posunu o 5 míst vzad za neplánovanou výměnu převodovky.

## Závod
| Poř.   | No. | Jezdec              | Konstruktér          | Počet kol | Čas/Odstoupení | Pořadí na startu | Body |
| ------ | --- | ------------------- | -------------------- | --------- | -------------- | ---------------- | ---- |
| 1      | 1   | Sebastian Vettel    | Red Bull-Renault     | 55        | 1:38:06.106    | 2                | 25   |
| 2      | 2   | Mark Webber         | Red Bull-Renault     | 55        | +30.829        | 1                | 18   |
| 3      | 9   | Nico Rosberg        | Mercedes             | 55        | +33.650        | 3                | 15   |
| 4      | 8   | Romain Grosjean     | Lotus-Renault        | 55        | +34.802        | 6                | 12   |
| 5      | 3   | Fernando Alonso     | Ferrari              | 55        | +1:07.181      | 10               | 10   |
| 6      | 14  | Paul di Resta       | Force India-Mercedes | 55        | +1:18.174      | 11               | 8    |
| 7      | 10  | Lewis Hamilton      | Mercedes             | 55        | +1:19.267      | 4                | 6    |
| 8      | 4   | Felipe Massa        | Ferrari              | 55        | +1:22.886      | 7                | 4    |
| 9      | 6   | Sergio Pérez        | McLaren-Mercedes     | 55        | +1:31.198      | 8                | 2    |
| 10     | 15  | Adrian Sutil        | Force India-Mercedes | 55        | +1:33.257      | 17               | 1    |
| 11     | 16  | Pastor Maldonado    | Williams-Renault     | 55        | +1:35.989      | 14               |      |
| 12     | 5   | Jenson Button       | McLaren-Mercedes     | 55        | +1:43.767      | 12               |      |
| 13     | 12  | Esteban Gutiérrez   | Sauber-Ferrari       | 55        | +1:44.295      | 16               |      |
| 14     | 11  | Nico Hülkenberg     | Sauber-Ferrari       | 54        | +1 kolo        | 5                |      |
| 15     | 17  | Valtteri Bottas     | Williams-Renault     | 54        | +1 kolo        | 15               |      |
| 16     | 19  | Daniel Ricciardo    | Toro Rosso-Ferrari   | 54        | +1 kolo        | 9                |      |
| 17     | 18  | Jean-Éric Vergne    | Toro Rosso-Ferrari   | 54        | +1 kolo        | 13               |      |
| 18     | 21  | Giedo van der Garde | Caterham-Renault     | 54        | +1 kolo        | 18               |      |
| 19     | 20  | Charles Pic         | Caterham-Renault     | 54        | +1 kolo        | 19               |      |
| 20     | 22  | Jules Bianchi       | Marussia-Cosworth    | 53        | +2 kola        | 21               |      |
| 21     | 23  | Max Chilton         | Marussia-Cosworth    | 53        | +2 kola        | 20               |      |
| Ret    | 7   | Kimi Räikkönen      | Lotus-Renault        | 0         | Kolize         | 22               |      |
| Zdroj: |     |                     |                      |           |                |                  |      |

## Průběžné pořadí po závodě
- Tučně jsou vyznačeni jezdci a týmy se šancí získat titul v Poháru jezdců nebo konstruktérů.

Pohár jezdců
|  | Pořadí | Jezdec           | Body |
|  | ------ | ---------------- | ---- |
|  | 1      | Sebastian Vettel | 347  |
|  | 2      | Fernando Alonso  | 217  |
|  | 3      | Kimi Räikkönen   | 183  |
|  | 4      | Lewis Hamilton   | 175  |
|  | 5      | Mark Webber      | 166  |

Pohár konstruktérů
|  | Pořadí | Konstruktér      | Body |
|  | ------ | ---------------- | ---- |
|  | 1      | Red Bull-Renault | 513  |
|  | 2      | Mercedes         | 334  |
|  | 3      | Ferrari          | 323  |
|  | 4      | Lotus-Renault    | 297  |
|  | 5      | McLaren-Mercedes | 95   |